# Walter Fremuth
Walter Fremuth (* 13. April 1932 in Wien; † 20. Juli 2022) war ein österreichischer Manager der Bank- und Energiewirtschaft.

## Leben
Fremuth maturierte 1950 am Wiener Realgymnasium Albertgasse. In der Folge studierte er als Werkstudent Rechts- und Staatswissenschaften an der Universität Wien und erwarb die zwei Doktorate. 1956 begann er seine bis 1969 dauernde Laufbahn als Bundesbediensteter, eine Karriere, bei der unter anderem als Leiter der Budgetabteilung der Generalpostdirektion fungierte. 1970 wurde er zum  Vizegouverneur der Österreichischen Postsparkasse ernannt. 1975–1979 war Fremuth stellvertretender Generaldirektor der Girozentrale Bank der österreichischen Sparkassen, 1979–1993 war er als Generaldirektor des Verbundkonzerns (Österreichische Elektrizitätswirtschafts-AG) und des Bundeslastverteilers tätig, weiters war er von 1983 bis 1986 Präsident beim Verband der Elektrizitätswerke Österreichs (bis 2010 Verband der Elektrizitätsunternehmen Österreichs (VEÖ)). In letzteren Funktionen setzte sich Fremuth besonders für die Inbetriebnahme des fertiggestellten, aber nie in Betrieb genommenen Atomkraftwerk Zwentendorf ein. Ab 1981 war Fremuth Honorarprofessor an der Wirtschaftsuniversität Wien. Der pragmatische Sozialdemokrat und Verfechter einer effizient arbeitenden Gemeinwirtschaft hat eine Vielzahl von Fachpublikationen wirtschaftlicher und politischer Art aufzuweisen. Er wurde am Döblinger Friedhof bestattet.

## Auszeichnungen
- 1974: Goldenes Ehrenzeichen für Verdienste um die Republik Österreich[3]
- 1986: Großes Goldenes Ehrenzeichen für Verdienste um die Republik Österreich[3]
- 1995: Großes Silbernes Ehrenzeichen mit dem Stern für Verdienste um die Republik Österreich[3]